# Красное (Кобелякский район)
Красное (укр. Красне) — село,
Красненский сельский совет,
Кобелякский район,
Полтавская область,
Украина.
Код КОАТУУ — 5321884201. Население по переписи 2001 года составляло 626 человек.
Является административным центром Красненского сельского совета, в который, кроме того, входят сёла
Гаевое,
Грицаевка и
Сосновка.

## Географическое положение
Село Красное находится в 4,5 км от левого берега реки Ворскла и в 2-х км от сёл Гаевое и Сосновка.
К селу примыкает большое болото урочище Глинщина.
Рядом проходит автомобильная дорога Р-52.

## Экономика
- Молочно-товарная ферма.

## Объекты социальной сферы
- Школа.
- Дом культуры.
- Музей.